# 桜井勝美
桜井 勝美（さくらい かつみ、1908年2月20日 - 1995年7月24日）は、日本の詩人、文芸評論家。
北海道出身。日本大学文学部卒。北川冬彦の『麺麭』同人となり、ネオリアリズム詩運動に参加。1954年詩集『ボタンについて』で第4回H氏賞受賞。1955年時間賞、1966年詩集『葱の精神性』で北川冬彦賞受賞。1977年には、郷里の士別市から士別市文化賞を受賞した。

## 著書
- 『ボタンについて 詩集』時間社 1953
- 『現代詩の魅力』東宝書房 1957
- 『桜井勝美詩集 昭和詩大系』宝文館出版 1975
- 『志賀直哉の原像』宝文館出版 1976
- 『子どもの詩の原野へ』宝文館出版 1980
- 『北川冬彦の世界』宝文館出版 1984
- 『一〇〇万人の現代詩』宝文館出版 1986
- 『牛と高レベル放射性廃棄物 詩集』宝文館出版 1987
- 『志賀直哉随聞記』宝文館出版 1989
- 『桜井勝美詩集』土曜美術社出版販売 日本現代詩文庫 1992

### 共著・編
- 『新しい世代の詩 その作り方と解説・批評』北川冬彦共著 宝文館 1954
- 真壁仁『北からの詩人論』山田野理夫共編 宝文館出版 1985
- 村野四郎『今日の詩論 増補版』山田野理夫共編 宝文館出版 1986

## 注
1. ↑  日本人名大事典
2. ↑  麻生直子「桜井勝美」『北海道文学事典』、勉誠出版、2013年、274頁、ISBN 9784585200192。